# 4 Días
4 Días es un programa de televisión de política argentino. Su conductor es Facundo Pastor. Es emitido por A24 desde el 6 de marzo de 2018.

## Historia
Luis Majul conduce desde el año 2000 La cornisa, programa que se emitió en su primera temporada por Canal 7 y en 2001 pasó a emitirse en América TV. A partir del año 2018 el Grupo América decide ampliar el horario en pantalla de Majul con el programa 4Días emitiéndose de lunes a jueves a las 21 horas. El conductor Luis Majul estuvo acompañado por Cecilia Devanna, Hugo Macchiavelli y Facundo Pastor como panelistas.
En marzo de 2020, comenzando la tercera temporada, Luis Majul se desvinculó del Grupo América trasladando sus programas a La Nación +. El panelista Facundo Pastor lo reemplazó como conductor del programa con Ezequiel Spillman como panelista. En el nuevo formato la primera parte del programa consiste en El Pase, segmento protagonizado por Eduardo Feinmann (conductor de El Noticiero en A24, programa anterior) y Facundo Pastor. En la segunda parte del programa Facundo Pastor presenta informes y debates junto al panelista Ezequiel Spillman además de realizar entrevistas a políticos, periodistas y analistas.

## Equipo

### Conductores
- Luis Majul (2018-2019)
- Facundo Pastor (2020–presente)

### Panelistas
- Cecilia Devanna (2018–2020)
- Hugo Macchiavelli (2018–2020)
- Facundo Pastor (2018–2020)
- Ezequiel Spillman (2020-presente)